# Manra
Manra je nenaseljeni koraljni otok u sastavu Kiribata.

## Zemljopis
Nalazi se u grupaciji otoka Phoenix, 93 km istočno od Orone i 95 km jugozapadno od Rawakija. 

## Vanjske poveznice
|  | Zajednički poslužitelj ima još gradiva o temi Manra |